# Bonin (przystanek kolejowy)
Bonin – wąskotorowy przystanek osobowy Koszalińskiej Kolei Wąskotorowej znajdujący się w Boninie, w województwie zachodniopomorskim, w Polsce. Składa się z peronu ziemnego umiejscowionego przy przejeździe kolejowo-drogowym w centrum miejscowości.